# Volley Club 1999 Busnago
Volley Club 1999 Busnago – żeński klub piłki siatkowej z Włoch. Został założony w 1999 z siedzibą w mieście Busnago, a rozwiązany w 2012.